# 龙芽县

龙芽县地图

龙芽县（英語： 馬來語：）是砂拉越诗里阿曼省的一个县，总面积有262.47平方公里，人口约有4,500（2002年数据）。县里只有一座小镇：龙芽镇（Pekan Lingga），另外还有3个甘榜和39个长屋。2021年12月，龙芽副县升格为县。

## 历史与传说
根据当地的居民，龙芽这名是来自于一个伊班族的战士的名字，他也叫龙芽（Lingga）。相传，龙芽死后便埋葬在当时一条还没被命名的河畔，河对岸便是今日的甘榜龙芽（Kampung Lingga）。村民时常来到他坟墓附近收集树脂，甘蔗和捕鱼，所以便把这地方叫做龙芽。

另一个传说是关于县里的一座3,000英尺高的山，叫乐松山（Gunung Lesong）。这座山位于龙芽上游（Ulu Lingga）。居民都相信只要有人诚心的向山峰祈祷，他的祷告将会实现，列如：从疾病中复原。如今居民还是相信乐松山有守护者。

龙芽县是在19世纪40年代时，由一名战士叫阿邦·胡先·阿邦·哈山（Abang Husin Abang Hasan）成立的。在布鲁克家族统治时期，他与族人被命搬迁到龙芽河口（Muara Lingga）。他之后也同意了但是要布鲁克家族赔偿。根据历史记载，阿邦·胡先每年可以得到70块的抚恤金，也被封为乐拉英雄（Lela Pahlawan）。

## 经济
在县里多数居民是农民，主要是种植稻谷，因为县里的土地大多是沼泽平原，也因此种植稻谷占了县里农业的53%。龙芽县里的稻谷每年可以收割两次，第一个季节是在一月播种，五月收割；第二个季节是在七月播种，十月收割。每个农民家庭可以种植大约平均3公顷稻田，而播种后的五个月便可以丰收。

还有37%的农民种植胡椒，10%种植水果、蔬菜及捕鱼。渔民都会在县里的龙芽河（Lingga River）捕鱼，主要是捕抓一种叫做托氏鰣的鱼（二名法：Tenualosa toli  馬來語：）。龙芽渔业和农业部（Lingga Fisheries and Agriculture Department）也对此鱼类积极进行的研究，确保不会绝种。

在县里占少数的华人则多是开店经商。一部分的居民会到县外的私人机构及政府机构工作。